# Mamagama
Mamagama is een Azerbeidzjaanse muziekgroep.

## Biografie
Mamagama werd in 2021 opgericht en bestaat uit Səfael Mişiyev, Bəhruz Əfəndiyev en Allahverdi Qumbətli. Een jaar later won het trio de prijs voor beste internationale act in het Albanese muziekconcours Kënga Magjike. Begin 2025 werd Mamagama intern geselecteerd om Azerbeidzjan te vertegenwoordigen op het Eurovisiesongfestival 2025 in Bazel, Zwitserland. De groep treedt in de eerste halve finale aan met het Engelstalige nummer Run with u.
2008: Elnur & Samir · 
2009: AySel & Arash · 
2010: Səfurə Əlizadə · 
2011: Ell & Nikki · 
2012: Səbinə Babayeva · 
2013: Fərid Məmmədov · 
2014: Dilarə Kazımova · 
2015: Elnur Hüseynov · 
2016: Səmra Rəhimli · 
2017: Dihaj · 
2018: Aysel Məmmədova · 
2019: Chingiz · 
2021: Efendi · 
2022: Nadir Rüstəmli · 
2023: TuralTuranX · 
2024: Fahree feat. İlkin Dövlətov · 
2025: Mamagama